# Elasmus pictus
Elasmus pictus är en stekelart som beskrevs av Girault 1915. Elasmus pictus ingår i släktet Elasmus och familjen finglanssteklar. Inga underarter finns listade i Catalogue of Life.